# الحلال والحرام (مسلسل)
الحلال والحرام، مسلسل تلفزيوني بحريني خليجي.

## عن المسلسل
وهو مسلسل بحريني خليجي درامي، من تأليف الكاتب والسيناريست البحريني أحمد الفردان وإخراج المخرج البحريني محمد القفاص، ويناقش مسلسل «الحلال والحرام» فكرة الحلال والحرام ونظرة المجتمع العربي لها، وكيف يراها كل شخص من منظوره الخاص، من خلال مجموعة من القصص التي يتعامل معها المجتمع بازدواجية، كما أن المسلسل يوضح حالات الفقر والألم والمعاناة والآهات التي تُعزف في نفوس وأجساد المجتمع الخليجي والعربي ككل.

## قصة المسلسل
يقدم المسلسل مجموعة من القصص التي يتعامل معها المجتمع بازدواجية في شكل درامي لأحاسيس ظلت طريقها عن النور، أشخاص من واقع الحياة، تعيش صراع الرهبة والرغبة، المسموح والممنوع، ليؤكد جليا أن الحلال والحرام مثل الأبيض والأسود لا يختلف عليهما اثنان، ويعرض مشاكل المواطن الخليجي من فقر ومعاناة وألم.

## مشاكل بالمسلسل
حصل المسلسل على معارضة من بعض المتابعين نظراً لتجسيده صورة سيئة أو مُهينة عن المجتمع البحريني أو الخليجي في مشاهده، كما حصل على إشادة كبيرة من الجانب الآخر بعد طرحه الموضوعات الهامة التي يعاني منها المواطن البحريني أو المواطن الخليجي ومنها الفقر والضعف والألم في الحياة والمعاناة، بعد هذه الضجة.. قامت مجموعة ام بي سي التي تعرض وتبث المسلسل بإيقافه بعد وصوله للحلقة الثالثة عشر من العرض بحجة مخالفة معايير المجموعة، وأتاحت للمشاهد متابعته على موقعها الإلكتروني التابع لها (شاهد.نت - Shahid.net).

## نجوم العمل
| الممثل            | الشخصية                                                                               |
| ----------------- | ------------------------------------------------------------------------------------- |
| عبد العزيز الجاسم |                                                                                       |
| غازي حسين         |                                                                                       |
| فاطمة الحوسني     |                                                                                       |
| صلاح الملا        |                                                                                       |
| خالد امين         |                                                                                       |
| مشاري البلام      |                                                                                       |
| منى شداد          |                                                                                       |
| يلدا              |                                                                                       |
| مرام              |                                                                                       |
| ملاك              |                                                                                       |
| امل العوضي        |                                                                                       |
| حسين المهدي       |                                                                                       |
| محمد الرمضان      |                                                                                       |
| أيقونة بذرة       | هذه بذرة مقالة عن موضوع عن مسلسل تلفزيوني بحريني بحاجة للتوسيع. فضلًا شارك في تحريرها. |